# 阿特巴薩爾機場
阿特巴薩爾機場是一座位於哈薩克斯坦的機場，座落於阿克莫拉州的阿特巴薩爾以北5公里（3.1英里）處。
機場包含可進入小型停車場的小型環狀滑行道且未鋪砌的小型簡易機場，現場有兩棟大樓。